# رد فولی

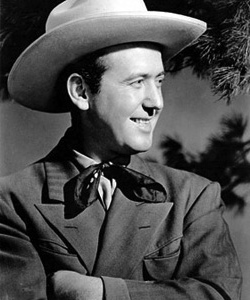
رد فولی موسیقی‌دان اهل ایالات متحده آمریکا

رد فولی (انگلیسی: Red Foley؛ ۱۷ ژوئن ۱۹۱۰ – ۱۹ سپتامبر ۱۹۶۸) یک موسیقی‌دان اهل ایالات متحده آمریکا بود.